# Ilya Glazunov
Ilya Glazunov (em russo:  Илья Глазунов; São Petersburgo, 10 de junho de 1930 – Moscou, 9 de julho de 2017) foi um pintor e filósofo russo contemporâneo. Ele detém o título de Artista do Povo da Rússia, e serviu como reitor da Academia de Belas Artes de Moscou (russo: Российская академия живописи, ваяния и зодчества).
Foi condecorado com inúmeros prêmios nacionais, incluindo a Ordem por Mérito à Pátria.

## Morte
Faleceu em 9 de julho de 2017, aos 87 anos de idade.